# Ersi Sotiropoulos
Ersi Sotiropoulos, född i 1953 i Patra, är en grekisk författare av både romaner och poesi.
Sotiropoulos studerade filosofi och kulturantropologi i Florens och tjänstgjorde i nio år som kulturattaché vid Greklands ambassad i Rom.
Sotiropoulos debuterade som författare 1982 och hennes verk har översatts till flera språk. Hennes bok Sick-sack mellan pomeransträden var år 2000 den första romanen någonsin att vinna både det grekiska nationella litteraturpriset och Greklands främsta kritikerpris. År 2017 tilldelades hon Prix Méditerranée. Utöver romaner och poesi har hon även skrivit manus till både film och TV.
Hon är bosatt i Aten.